# Herbert Bayer (Fußballspieler, 1926)
Herbert Bayer (* 5. November 1926; † 19. Januar 1981) war ein deutscher Fußballspieler, der von 1951 bis 1963 in den Oberligen Nord und West 256 Spiele mit 12 Toren bestritten hat.

## Laufbahn

### Bremer SV, 1951 bis 1955
Der gelernte Elektriker Herbert Bayer kam im Frühjahr 1951 aus Sachsen von der SG Hartha nach Norddeutschland zum Bremer SV in die Oberliga Nord. Noch im Mai 1951 bestritt der überwiegend als rechter Außenläufer oder Halbrechts spielende Bayer seine zwei ersten Einsätze für Bremen in der Runde 1950/51 gegen den Eimsbütteler TV und Eintracht Braunschweig. Sein erstes Derby als Aktiver erlebte er in der Rückrunde der Serie 1951/52 am 13. Januar 1952 beim 1:1-Unentschieden vor 28.000 Zuschauern gegen Werder Bremen. Als rechter Verbinder agierte er neben Mittelstürmer Erich Hänel, der es bei Hartha im Jahre 1939 zu drei Einsätzen in der deutschen Fußballnationalmannschaft gebracht hatte. Nach der vierten Runde Oberliga Nord, 1954/55, stieg der Bremer SV mit einem Punkt Rückstand zum VfL Wolfsburg, Göttingen 05 und SV Arminia Hannover aus der Oberliga ab. Bayer war in allen 30 Spielen der Runde im Einsatz gewesen. Nach dem Abstieg wechselte der Ex-Hartha-Spieler zur Runde 1955/56 zum VfB Oldenburg. Er hatte von 1951 bis 1955 für den Bremer SV 106 Spiele mit neun Toren bestritten.
In Oldenburg traf er wieder Erich Hänel und wiederholte seine persönliche Bilanz des Vorjahres mit 30 Einsätzen und drei Toren. Er erlebte aber auch den zweiten Abstieg in Folge; der VfB Oldenburg stieg zusammen mit dem Eimsbütteler TV 1956 aus der Oberliga Nord ab. Zur Runde 1956/57 unterschrieb Bayer einen Vertrag bei Fortuna Düsseldorf und wechselte in die Oberliga West.

### Fortuna Düsseldorf, 1956 bis 1963
Mit Trainer Kuno Klötzer und den Mannschaftskollegen Jupp Derwall, Erich Juskowiak und Matthias Mauritz platzierte sich die Fortuna in der Saison 1956/57 auf den sechsten Rang im Westen. Nach dem westdeutschen Pokalgewinn am 19. Juni 1957 in Duisburg gegen den Wuppertaler SV folgte durch den 1:0-Erfolg in Hannover gegen den Hamburger SV im Halbfinale der Einzug in das DFB-Pokalfinale 1957 in Augsburg gegen den FC Bayern München. Herbert Bayer bekleidete jeweils die Position des rechten Läufers. Das Finale entschied Bayern München mit einem 1:0-Sieg für sich. Den Pokaltitel im Westen verteidigte Fortuna am 27. Juni 1958 in Wuppertal mit einem 4:1-Erfolg gegen den 1. FC Köln. Im Halbfinale des folgenden DFB-Pokals, Düsseldorf setzte sich mit 2:1 Toren gegen Tasmania 1900 Berlin durch, war Bayer als Seitenläufer mit von der Partie. Im Endspiel des Jahres 1958, am 16. November in Kassel, kam er dagegen nicht zum Einsatz. Als Fortuna Düsseldorf in der Runde 1958/59 nur knapp am Einzug in die Endrunde um die deutsche Fußballmeisterschaft scheiterte (punktgleich hinter dem Vizemeister 1. FC Köln als Tabellendritter), mit 89 Toren die meisten Treffer im Westen erzielte, war Bayer zu 21 Einsätzen gekommen. In seinem vierten Jahr in Düsseldorf, 1959/60, stieg die Fortuna sensationell in die 2. Liga West ab, woraus sie aber mit Trainer Fritz Pliska umgehend wieder in die Oberliga zurückkehrte. In der 2. Liga West bestritt Bayer 22 Spiele für die Fortuna. Im letzten Jahr der Oberliga-Ära, 1962/63, als Trainer war jetzt Jupp Derwall im Einsatz, hatte sich das Gesicht der Fortuna gründlich geändert. Herbert Bayer kam nochmals auf 15 Einsätze neben den Mitspielern Hans-Josef Hellingrath, Manfred Krafft, Peter Meyer und Hermann Straschitz. Im Sommer 1963 beendete der 36-Jährige seine Oberligakarriere nach 117 Einsätzen für Fortuna Düsseldorf.